# 拉利佐勒
拉利佐勒（法語：Lalizolle，法語發音：[lalizɔl]）是法国阿列省的一个市镇，属于蒙吕松区。

## 地理
拉利佐勒（46°9'25"N, 3°0'6"E）面积23.72 平方千米，位于法国奥弗涅-罗讷-阿尔卑斯大区阿列省，该省份为法国中部省份，北起涅夫勒省、西北接谢尔省，西南至克勒兹省，南至多姆山省，东南临卢瓦尔省，东临索恩-卢瓦尔省。
与拉利佐勒接壤的市镇（或旧市镇、城区）包括：贝勒纳沃、舒维尼、库唐苏兹、埃布勒伊、埃沙西耶尔、纳德、叙萨、沃斯。

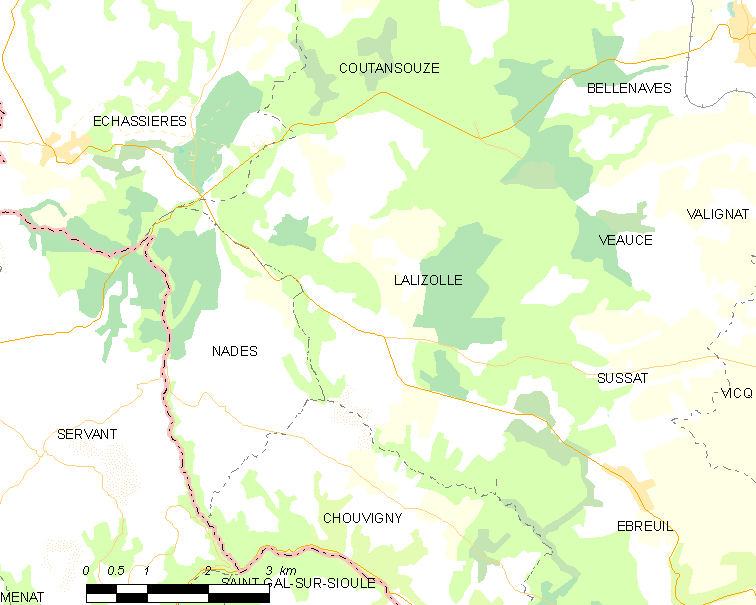
拉利佐勒的OSM定位图

拉利佐勒的时区为UTC+01:00、UTC+02:00（夏令时）。

## 行政
拉利佐勒的邮政编码为03450，INSEE市镇编码为03135。

## 政治
拉利佐勒所属的省级选区为加纳县。

## 人口

1962-2008年间拉利佐勒人口变化图示

拉利佐勒于2022年1月1日时的人口数量为407人。